# Granada Club de Fútbol
Ne doit pas être confondu avec Granada 74 Club de Fútbol.
Maillots
Actualités
Le Granada Club de Fútbol, couramment abrégé en Granada CF (Grenade CF en français), est un club de football espagnol basé à Grenade en Andalousie, qui dispute actuellement dans le Championnat d'Espagne de football de deuxième division.
Ses couleurs sont le rouge et le blanc et sa devise est « Luchar para ganar » (lutter pour gagner) et « Eterna Lucha » (lutte éternelle).

## Histoire

### La création du Recreativo Granada
Après sa création en 1931 sous le nom de Recreativo Granada, le club, évoluant à cette époque en bleu et blanc, passe en seulement sept saisons (il n'y a pas eu de championnat pendant la guerre civile espagnole) de division régionale (quatrième division) à la première division, qu'il atteint lors de la saison 1941-1942, et où il se maintient durant quatre ans, puis s'ensuivent douze saisons en deuxième division. Au terme de la saison 1956-1957, conclue à la première place de la deuxième division, le club vit une nouvelle promotion en première division. Les quatre saisons suivantes sont difficiles et au terme de celles-ci le club redescend en deuxième division. Toutefois, lors de la saison 1958-1959, Grenade accomplit un des plus grands exploits de son histoire en parvenant en finale de la Coupe du Roi ; le club perd 4-1 face au FC Barcelone. Grenade restera ensuite cinq saisons en deuxième division, suivies d'une montée pour un an.

### L'époque triomphale
La saison 1967-1968 est l'une des plus importantes pour le club, puisque ce fut la dernière montée en première division jusqu’à celle de 2011. L'année suivante, le club amorce son époque triomphale : il restera huit saisons en Première division. Les saisons 1971-1972 et 1973-1974 sont les meilleures de l'histoire du club puisqu'il se classera sixième. À noter également que Enrique Porta conquiert le titre de pichichi (meilleur buteur du championnat) lors de la saison 1971-1972. La saison 1975-1976 s'achève par une relégation en deuxième division ; le Granada CF ne réapparaîtra pas dans l'élite durant les 35 ans suivants. Jusqu'à la saison 1987-1988, où le club s'installe en troisième division pendant plus de dix ans, le club alterne entre la deuxième et la troisième division.

### Une chute sportive et économique
La situation empire en 2002 quand le club perd sa place au troisième niveau national (Segunda División B). Criblé de dettes, il ne peut plus assurer la paie de ses joueurs, et tombe en Tercera (quatrième niveau national).
Soixante-dix ans après sa création, le club passe alors par les pires moments de son histoire. Au bord de la disparition, abandonné par les pouvoirs publics, le club parvient cependant à survivre jusqu'à l'arrivée de Paco Sanz, fils de Lorenzo Sanz l'ex-président du Real Madrid. Celui-ci remonte le club en division 2B malgré la poursuite de ses difficultés financières.
L'un des clubs rivaux régionaux du Granada CF, le Granada 74, club de Tercera qui obtient la montée en Segunda División B, défraye alors la chronique en rachetant la licence professionnelle du club de Ciudad de Murcia. Il signe ainsi le retour du football professionnel dans la cité andalouse et revendique le stade des Carmenes pour pouvoir évoluer en Segunda. Cet épisode semble avoir piqué au vif les responsables locaux attachés au club historique. Toujours est-il qu'à ce moment-là, le Granada CF entame sa reconstruction.  Le 23 juillet 2009, une assemblée exceptionnelle accepte la conversion du club en SASP, condition nécessaire pour que Giampaolo Pozzo puisse faire son entrée dans le capital et prenne en charge sa dette.

### Le renouveau
Sanz met à la tête du club Enrique Pina et Juan Carlos Cordero qui, ensemble et grâce notamment aux joueurs prêtés par l'Udinese Calcio, construisent une équipe compétitive entraînée par Fabriciano "Fabri" Gonzales qui obtient le 6 juin 2010 le retour en deuxième division. Plusieurs joueurs de l'Udinese Calcio sont prêtés à Grenade. Bien que le début soit un peu poussif, le club finit quatrième et participe donc aux barrages de montée en première division. Le premier tour, contre le Celta de Vigo, s'achevant par 1-0 et 0-1, la qualification se décide aux tirs au but. Le gardien Roberto devient alors le héros du match : après avoir marqué lui-même son tir au but, il arrête le suivant. Le deuxième tour est contre l'Elche CF. Après un match nul 0-0 à domicile, le match retour s'achève sur le score de 1-1 ; Grenade obtient donc la montée tant attendue en Première division le 18 juin 2011. C'est également le premier club depuis Málaga CF en 1999 à réussir la montée de division 2b à première division en deux ans.

### Retour en première division
Depuis, le club ne cesse de progresser. Après avoir agrandi le stade pour son retour en première division, la première saison est tendue et le club se sauve lors de la dernière journée. La deuxième saison est plus tranquille, et malgré une série de sept matches sans victoire, le club trouve son salut lors de l'avant-dernière journée de championnat. La saison 2012-2013 s'achève par les promotions en Segunda División B de l’équipe réserve et en première division de l’équipe féminine ; seul le FC Barcelone, avec son équipe réserve en deuxième division, parvient à faire mieux.
De plus, le club trouve un accord avec la municipalité de Grenade pour la location d'un terrain de 75 000 m2 permettant la construction du centre d'entraînement souhaité par le club depuis longtemps. Il s'agit d'un investissement de 8,6 millions d'euros dont la première phase comprend cinq terrains de pelouse naturelle ainsi qu'un plus petit en pelouse artificielle. La première phase comprend également un bâtiment pour l'équipe première avec salle de physiothérapie, vestiaires et cafétéria ; elle devrait être finie en janvier 2014. La deuxième phase, qui n'a pas encore de date arrêtée, comprendra un bâtiment pour les jeunes ainsi que deux terrains naturels supplémentaires, dont un avec tribune de 3 000 spectateurs, et un petit terrain artificiel.
Lors de la saison 2013-2014, conclue sur une 15e place, le Granada CF entérine son maintien en première division en s'imposant à la dernière journée 1-0 sur le terrain du Real Valladolid, un concurrent direct que cette défaite condamne à la relégation. Si les difficultés financières persistent, le club a toutefois atteint une certaine stabilité sportive dans l'élite espagnole. À la fin de la saison, l'entraîneur Lucas Alcaraz est remplacé par Joaquín Caparrós.

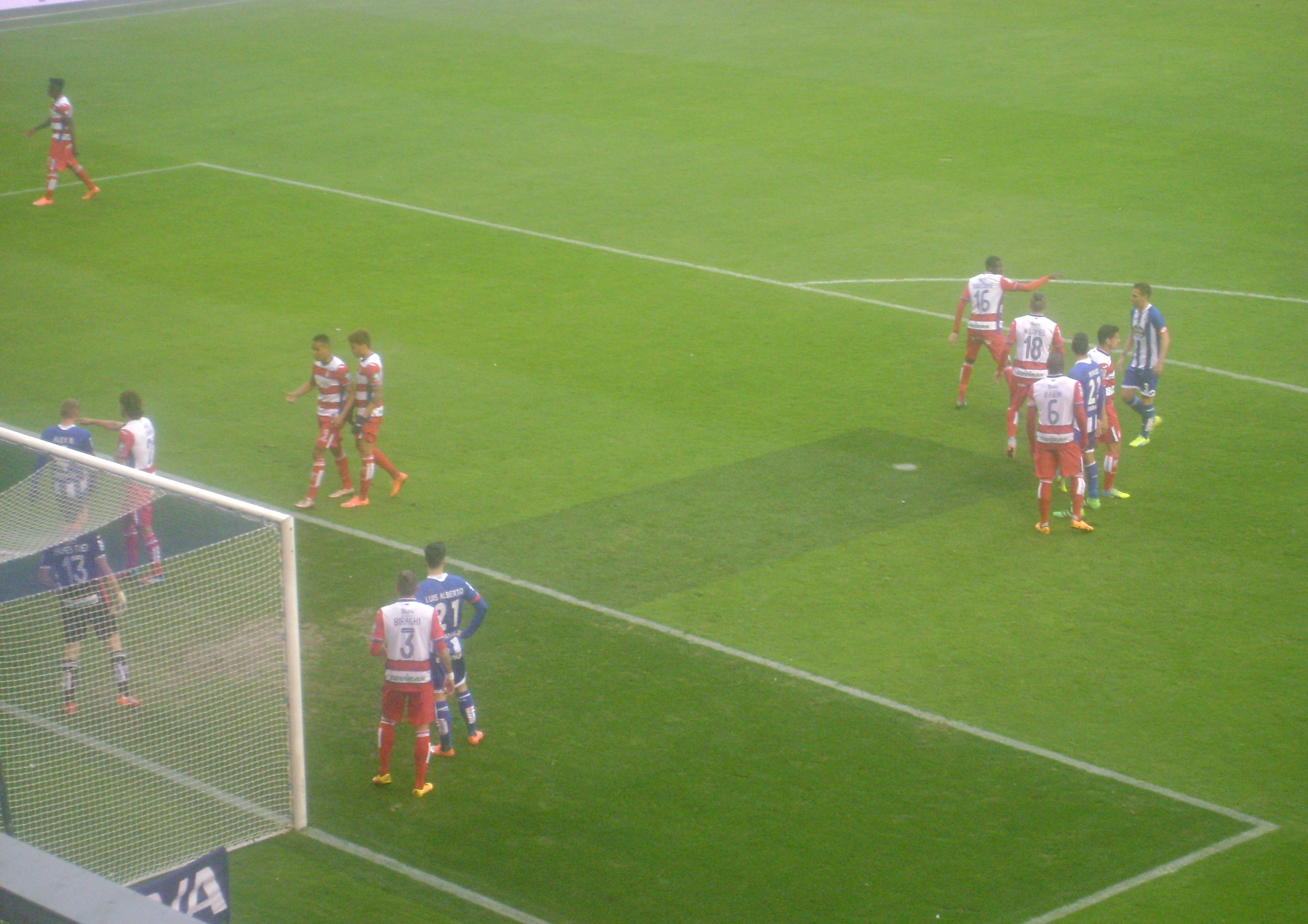
Match opposant le Deportivo La Corogne et Grenade CF en 2016.

Le 5 avril 2015, Grenade connaît la pire défaite de son histoire en championnat en s'inclinant 9-1 sur la pelouse du Real Madrid. Le 1er mai 2015, José Ramón Sandoval remplace Abel Resino au poste d'entraîneur alors que Grenade occupe l'avant-dernière place du championnat à quatre journées de la fin de la saison. Le 3 mai, Grenade gagne 2 à 1 à l'extérieur lors du premier match de Sandoval sur le banc. Le 9 mai, le club enchaîne avec une victoire 2 à 0 face au Cordoue CF.
Le 17 mai, Grenade remporte une troisième victoire de suite en allant gagner sur le terrain de la Real Sociedad, victoire qui lui permet de sortir de la zone de relégation à une journée de la fin de la saison. Lors de la dernière journée, Grenade fait match nul face à l'Atlético de Madrid et parvient à se maintenir en première division (10 points sur 12 possibles lors des 4 derniers matchs).
Le 28 février 2016 contre le Deportivo La Corogne, Youssef El-Arabi devient le meilleur buteur de Grenade en première division et dépasse l'ancien record détenu par Enrique Porta (34 réalisations).
Le 15 mai 2016, le club devient la propriété de la société chinoise Link International Sports Limited lors d'une transaction qui s'élève à 37 M€. Jiang Lizhang devient président du club succédant à Enrique Pina. L'entraîneur Paco Jémez est recruté en été mais il est vite démis de ses fonctions en raison des mauvais résultats. Il est remplacé en octobre par Lucas Alcaraz qui est à son tour remplacé par Tony Adams en avril.
Le 29 avril 2017, le club est mathématiquement relégué en deuxième division à trois journées de la fin du championnat.

### Nouvelle ère et première qualification européenne

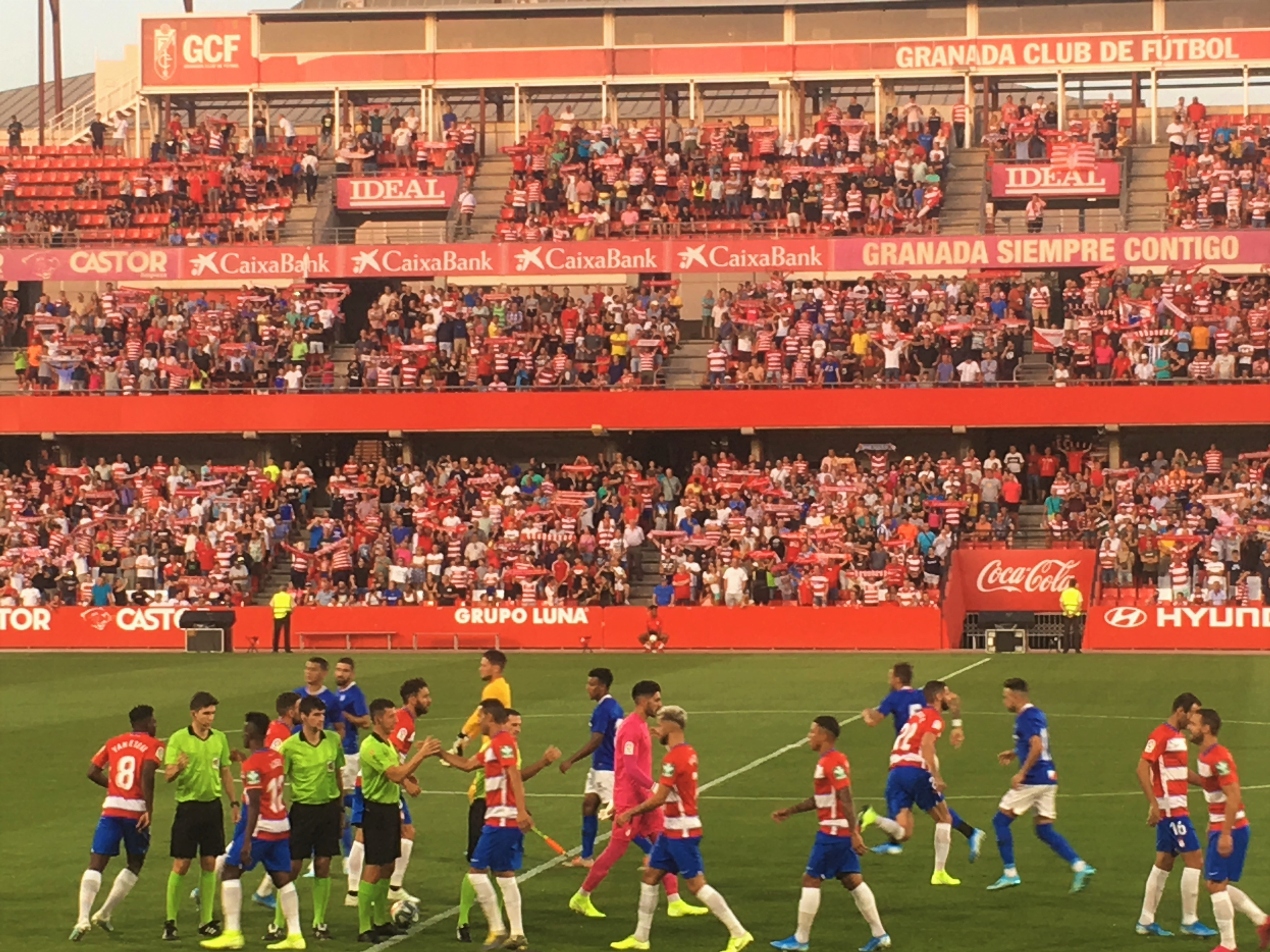
Grenade recevant le FC Séville lors du Trofeo Ciudad de Granada en août 2019.

À l'été 2018, le club officialise l'arrivée de son nouvel entraîneur Diego Martínez. Pour sa première saison en charge, l'équipe nazari côtoie le haut du tableau tout au long de l'exercice 2018-2019 et termine finalement en deuxième position derrière Osasuna et assure sa remontée en première division.
Renforcé par l'arrivée de joueurs tels que Roberto Soldado, Domingos Duarte, Yan Brice Eteki ou encore Yangel Herrera pour son retour dans l'élite, Grenade réalise dans la foulée un très bon début de saison qui le voit notamment s'imposer à domicile face au FC Barcelone le 21 septembre 2019, et occupe même brièvement la première position à l'issue de la dixième journée. Le club s'offre de plus un bon parcours en Coupe du Roi où il atteint le stade des demi-finales avant d'être éliminé par l'Athletic Bilbao, avant de terminer septième de Liga, ce qui lui d'accéder à la Ligue Europa pour la première qualification européenne de son histoire. C'est la première fois dans l'histoire du football espagnol qu’une équipe arrivant de deuxième division se qualifie pour une coupe d’Europe l'année suivant sa montée.[réf. nécessaire]
Démarrant au deuxième tour de qualification de la Ligue Europa au mois d'août 2020, l’équipe rojiblanca s'impose successivement contre le Teuta Durrës, le Lokomotiv Tbilissi et le Malmö FF pour accéder à la phase de groupes de la compétition. Tiré par la suite au sein du groupe E en compagnie du PSV Eindhoven, du PAOK Salonique et de l'Omonia Nicosie, Grenade réalise une campagne de groupe réussie lui permettant de se classer deuxième derrière le PSV et d'accéder à la phase finale, affichant un bilan de trois victoires et deux matchs nuls pour une seule défaite. Au cours de cette dernière phase, l'équipe andalouse parvient à se défaire successivement du SSC Naples sur le score de 3 buts à 2 (victoire 2-0 à domicile au match aller ; défaite 2-1 à l'extérieur au match retour) puis de l'équipe norvégienne du Molde FK sur le même score. Le parcours des Grenadins s'achève finalement au stade des quarts de finale où ils sont éliminés par Manchester United après deux défaites 2-0 lors des deux manches de la confrontation. En mai 2021, l'entraîneur Diego Martínez annonce son départ après trois saisons exceptionnelles. Il est remplacé par Robert Moreno.

## Bilan sportif

### Palmarès
| Compétitions nationales | Compétitions internationales                                        | Compétitions régionales                                                      |
| --- | ------------------------------------------------------------------- | ---------------------------------------------------------------------------- |
| Championnats - Championnat d'Espagne - Meilleure performance : 6e en 1972 et 1974 - Championnat d'Espagne de deuxième division (4) : - Champion : 1941, 1957, 1968 et 2023 - Championnat d'Espagne de troisième division (3) : - Champion : 1983, 2000 et 2010 Coupes - Coupe d'Espagne : - Finaliste : 1959 | - Ligue Europa - Meilleure performance : quart-de-finaliste en 2021 | - Trophée Semana del Sol-Ciudad de Marbella (2) : - Vainqueur : 1967 et 1976 |

### Bilan européen
Note : dans les résultats ci-dessous, le score du club est toujours donné en premier.
| Saison    | Compétition  | Tour                | Club               | Domicile | Extérieur | Total    |
| --------- | ------------ | ------------------- | ------------------ | -------- | --------- | -------- |
| 2020-2021 | Ligue Europa | Deuxième tour Q     | KF Teuta Durrës    | N/A      | 4 - 0     | 4 - 0    |
| 2020-2021 | Ligue Europa | Troisième tour Q    | Lokomotiv Tbilissi | 2 - 0    | N/A       | 2 - 0    |
| 2020-2021 | Ligue Europa | Barrages            | Malmö FF           | N/A      | 3 - 1     | 3 - 1    |
| 2020-2021 | Ligue Europa | Groupe E            | PSV Eindhoven      | 0 - 1    | 2 - 1     | Deuxième |
| 2020-2021 | Ligue Europa | Groupe E            | PAOK Salonique     | 0 - 0    | 0 - 0     | Deuxième |
| 2020-2021 | Ligue Europa | Groupe E            | Omonia Nicosie     | 2 - 1    | 2 - 0     | Deuxième |
| 2020-2021 | Ligue Europa | Seizièmes de finale | SSC Naples         | 2 - 0    | 1 - 2     | 3 - 2    |
| 2020-2021 | Ligue Europa | Huitièmes de finale | Molde FK           | 2 - 0    | 1 - 2     | 3 - 2    |
| 2020-2021 | Ligue Europa | Quarts de finale    | Manchester United  | 0 - 2    | 0 - 2     | 0 - 4    |

Légende
- Victoire ou qualification pour le tour suivant
- Match nul
- Défaite ou élimination de la compétition

### Effectif professionnel actuel
Le premier tableau liste l'effectif professionnel du Granada CF pour la saison 2025-2026. Le second recense les prêts effectués par le club lors de cette même saison.

## Stade
Le Granada CF joue au stade Nuevo Los Cármenes situé dans le quartier du Zaidín au Sud de la ville. La capacité du stade est de 22 524 places. Ayant comme unique propriétaire la ville de Grenade, il fut inauguré le 16 mai 1995. Avant cela, l'équipe andalouse jouait à l'ancien stade de Los Cármenes, qui était situé dans un autre quartier de la ville. Le nom "Los Cármenes" rend hommage aux maisons traditionnelles grenadines du quartier de l'Albaicín. Le stade a connu des rénovations mineures pour la montée du club en première division en 2019.

Photographie du Nuevo Los Cármenes à Grenade lors du Trofeo Ciudad de Granada disputé contre Málaga le 11 août 2018.

## Sponsors
Grenade a signé un contrat avec Nike comme équipementier jusqu'en 2023. Les principaux sponsors du club sont Winamax (présent sur le devant du maillot), Caja Rural Granada, Cerveza Alhambra, Puleva, Covirán, Lanjarón et CaixaBank. La Caja Rural Granada (Banque de la Province de Grenade), les Cervezas Alhambra (Bières blondes), Puleva (entreprise laitière, leader du marché espagnol), Lanjarón (eau minérale appartenant au groupe Danone dont la source se situe dans la Sierra Nevada à Lanjarón) et Covirán (supermarchés présents dans toute l'Espagne et au Portugal), sont toutes des sociétés locales, fondées à Grenade (ou dans sa province, notamment pour Lanjarón). Coca-Cola, Podoactiva et Besoccer sont également des sponsors du club.    

## Anciens joueurs
- Pedro Fernández Cantero
- Enrique Porta
- Yacine Brahimi
- Gabriel Torje
- Youssef El Arabi
- Hassan Yebda
- Mikel Rico
- Allan Nyom
- Guilherme Siqueira
- Diego Mainz
- Roberto
- Antonio Floro Flores
- Adrián Ramos
- Fran Rico
- Odion Ighalo
- Rubén Rochina
- Dani Benítez
- Antonio Rodríguez Martínez "Toño"
- Carlos Martins
- Abdoulaye Doucouré
- Isaac Success
- Ikechukwu Uche